# Діллі (Техас)
Діллі (англ. Dilley) — місто (англ. city) в США, в окрузі Фріо штату Техас. Населення — 3274 особи (2020).

## Географія
Діллі розташоване за координатами 28°40′4″ пн. ш. 99°10′36″ зх. д. / 28.66778° пн. ш. 99.17667° зх. д. (28.667640, -99.176536).  За даними Бюро перепису населення США в 2010 році місто мало площу 6,10 км², уся площа — суходіл.

## Демографія
Згідно з переписом 2010 року, у місті мешкали 3894 особи в 914 домогосподарствах у складі 653 родин. Густота населення становила 638 осіб/км².  Було 1101 помешкання (180/км²).
Расовий склад населення:
| - 68,1 % — білих - 11,4 % — чорних або афроамериканців - 1,1 % — азіатів - 0,6 % — корінних американців - 16,9 % — осіб інших рас |

До двох чи більше рас належало 1,9 %. Частка іспаномовних становила 73,3 % від усіх жителів.
За віковим діапазоном населення розподілялося таким чином: 21,7 % — особи молодші 18 років, 69,5 % — особи у віці 18—64 років, 8,8 % — особи у віці 65 років та старші. Медіана віку мешканця становила 29,7 року. На 100 осіб жіночої статі у місті припадало 191,2 чоловіків;  на 100 жінок у віці від 18 років та старших — 224,5 чоловіків також старших 18 років.
Середній дохід на одне домашнє господарство  становив 45 492 долари США (медіана — 37 014), а середній дохід на одну сім'ю — 47 912 долари (медіана — 42 733). Медіана доходів становила 33 672 долари для чоловіків та 17 364 долари для жінок. За межею бідності перебувало 31,8 % осіб, у тому числі 50,1 % дітей у віці до 18 років та 14,5 % осіб у віці 65 років та старших.
Цивільне працевлаштоване населення становило 1189 осіб. Основні галузі зайнятості: освіта, охорона здоров'я та соціальна допомога — 23,3 %, мистецтво, розваги та відпочинок — 16,9 %, сільське господарство, лісництво, риболовля — 11,4 %, публічна адміністрація — 11,2 %.